# Shanay-Timpishka
La Shanay-Timpishka est une rivière du Pérou, participant au bassin amazonien. Elle est caractérisée par la très haute température de ses eaux qui atteignent parfois 100°C, ce qui la fait appeler « la seule rivière bouillante du monde ». L'origine de cette chaleur n'est pas parfaitement expliquée, et ne semble pas d'origine volcanique.

## Géographie
Les analyses montrent des températures différentes suivant le parcours. Elles s'élèvent parfois jusqu'à près de 100°C provoquant des zones de bouillonnement.
La rivière est située dans une région habitée par les indiens Asháninkas. Pour les chamanes locaux, l'eau bouillante nait de Yucamama, un esprit serpent géant connu sous le nom de « Mère des eaux ».

## Découverte scientifique en 2011
Andrés Ruzo (en), un géothermicien péruvien, avait entendu parler par son grand-père d'une rivière de la forêt amazonienne où les animaux qui tombent dedans meurent ébouillantés. À sa demande en 2011, il accompagne sa tante qui lui indique le site, déjà connu localement pour ses vertus thermales au centre de médecine traditionnelles de Mayantuyacu (en).
Ruzo trouve mention d'une rivière chaude dans des archives de prospection datant de 1930, prouvant que le phénomène n'est pas récent, et non provoqué par une activité humaine industrielle.

## Explication du phénomène
Aucune activité volcanique n'est connue dans la région ; il ne peut donc s'agir de l'origine du phénomène.
Une hypothèse proposée serait que l'eau des glaces des Andes s'infiltrerait le long de zones de failles et se réchaufferait du fait du gradient géothermique en s'enfonçant dans la croûte terrestre jusqu'à environ 3 km de profondeur, avant de remonter le long de failles jusqu'à la surface.